# Jitka Nesnídalová
Jitka Nesnídalová (8. září 1983 Dačice) je česká malířka, autorka litografií, objektů a instalací, absolventka Akademie výtvarných umění v Praze.

## Život
Vyrůstala ve Starém Městě pod Landštejnem; kde od raného dětství malovala. V roce 1990 se s rodinou přestěhovala do Jindřichova Hradce, zde navštěvovala jazykovou základní školu a kurzy kreslení. V letech 1999–2003 vystudovala Střední uměleckoprůmyslovou školu sv. Anežky České v Českém Krumlově, obor Užitá malba.
V roce 2004 byla přijata na Akademii výtvarných umění, kde působila v ateliéru Intermediální tvorby Milana Knížáka spolu s Friederike Hoppner. Dále působila dva roky v ateliéru u Michaela Rittsteina a další dva roky v ateliéru Klasických malířských technik u Zdeňka Berana. Při studiu absolvovala též pedagogické minimum na Vysoké škole uměleckoprůmyslové v Praze a dvě zahraniční stáže ve Velké Británii a v Rakousku.
Žije v Praze na Novém Světě v domě, kde bydlel Jan Zrzavý, naproti domu Jan Švankmajera.
Pravidelně vystavuje v Česku i v zahraničí. Její uměleckou značkou je již od roku 1992 podpis JIN.

## Studia
- 1999–2003 – SUPŠ Český Krumlov
- 2004–2010 – Akademie výtvarných umění
- 2004–2005 – Intermediální ateliér prof. Milana Knížáka
- 2005–2006 – VŠUP, pedagogické minimum
- 2005–2007 – Malba III, prof. Michael Rittstein
- 2007–2009 – Ateliér klasických malířských technik prof. Zdeňka Berana
- 2009–2010 – Intermediální ateliér prof. Milana Knížáka

Zahraniční stáže
- 2008 – Summer Academy v Salcburku, ateliér Evy Wagner
- 2009 – Middlesex University, Londýn (Erasmus)

#### Sympozia
- 2007 sympozium Chebské dvorky, spolu s Eva
- 2005 sympozium Galerie Klatovy / Klenová[5] pod vedením Stanislav Diviš
- 2013 Schwandorf, DE
- 2024 Uherské Hradiště, plenér krajinomalby

## Dílo

### Autorské výstavy
- 2024: Olejomalby, Galerie U Lavky, Praha 7 • Art is the Law, The Barrister gallery, Praha 1[6] • JIN Galerie Toyen, Praha
- 2018: J. P. Nesnídalová, Obrazy, Galerie Zet, Velká Bystřice
- 2016: Intimní nasvícení, Galerie Vltavín, Praha • Umění je hra, Coworking Praha, Karlovo náměstí
- 2015: Jitka Nesnídalová, Slapy, galerie golf Slapy • Odrazy cest,  Gallery UFFO, Trutnov • Přes kameny ke hvězdám, Galerie Lapidárium • JIN A VSETIN, Vsetín
- 2014: JINá realita, Galerie Nina Hedwic, Praha • Z Itálie až do Čech, Zámek Ořechov • JIN, Galerie Caesar, Olomouc
- 2013: JIN 30, Alex Gallery, Praha
- 2012: JIN – LACRIMA, Galerie 21. století, Praha
- 2011: Orco, Jitka Nesnídalová, Praha
- 2010: Vzpomínky, Galerie Peron, Praha • (A)void Gallery, Letní město, Praha

### Společné výstavy
- 2024: Hradišťský plenér, symposium, Galerie Vladimíra Hrocha, Uherské Hradiště • Spřízněni volbou, žáci M.Rittsteina a Romana Franty, vila Portheimka, Praha
- 2023: Šešublů Show 2, Městské kulturní středisko Havířov • 2023 Nesídalová, Málková, Červený kostel, Hlučín • GrafiKAFér, Cafe Art, Praha • Artprague, Clam-Gallasuv palác, Praha
- 2022: ART Prague, Hrzánský palác, Praha
- 2021 Galerie Caesar 30 let, Olomouc • Quatro formi, Depo Plzeň
- 2020: Grafika Roku, Obecní dům, Praha
- 2019: Malba III, glaerie Vltavín a Millenium, Praha, katalog, ISBN 978-80-86587-67-7[7] • aukční výstava Čermák, Eisenkraft, POpup Gallery Smetana Q
- 2017: Příběh dne(s), Galerie moderního umění, Hradec Králové
- 2016: Animálium a Démoni, Nesnídalová a Houska, Náplavka, Praha • Klenová ART Schwandorf, Sýpka na Klenové • Memento Tiziani, Kroměříž • Art- brut-all, Důl Michal, Ostrava • Art Prague, Kafkův dům, Praha • Šešublů Show, Městské kulturní středisko Havířov
- 2015: Obrazy a sochy z nevšedních cest- Slavik, Skavova, Nesnidalova, Reduta Uherské Hradiště
- 2014: Zukunst 2014, Zámek Valtice • Freudental Show 2,  Galerie Freud&Thal, Bruntál • Futurealismus, Galerie Zvonice, Vysoké Mýto • Art Prague, Praha
- 2013: Selekce, Alex Gallery, Praha • Úzká interpretace celku,Standard Cafe,Praha
- 2012: Winter mix, Artspace 109, Washington, USA • Městem i pralesem, Galerie Dolmen, Praha • Tři osobnosti, společnost Artem, Bratislava, Slovensko • Tři osobnosti, Villa Baruchello ,Porto Sant´ Elpidio, Itálie • Tři osobnosti, Galéria na schodech, Nitra, Slovensko • Výřad Galerie XXL, Louny • Sympathy, Galerie u Kunštátů, Praha • Nesnídalová, Slavík, Krejbich, Galerie 4 art, Praha • We are here,  Artspace 109, Washington, USA • Fire walk with me, Galerie XXL, Louny • 363, Galerie Peron, Praha
- 2011: Krasohled, Galerie Kotelna, Říčany u Prahy • 363, galerie ORCO, Praha • zámek Jablonná, s Markem Slavíkem, Jablonná nad Vltavou • Galerie Dolmen, Slavík, Nesnídalová, Javůrek, Houska, Praha • Přes most, Maďarský institut, Praha
- 2010: 63. Salon v Poličce, Polička • Národní galerie, výstava diplomantů, Praha, katalog • Regeneration, Paris, France, katalog
- 2009: Jung art galerie Dolmen, Praha • Nesnídalová a Oleríny, zámek v Jindřichově Hradci • Nesnídalová, Vávra, Houska Galerie Dolmen, Praha • Konfrontace – 6. ročník, Brno, Praha • ESSL AWARD CEE 2009, Nominační výstava • Národní galerie v Praze – katalog
- 2008: ČEZ soukromá výstava, Lucerna, Praha • Konfrontace, Nová radnice, Brno • Konfrontace, Lapidárium, Praha • Dravověda, Galerie Vyšehrad, Praha • Eva Wagner’s studio, Hohensalzburg Fortress Salzburg, Rakousko • Jung art, galerie Dolmen, Praha • Defenestrace, Novoměstská radnice, Praha, katalog
- 2007: AVU 18, Národní galerie v Praze, katalog • Maturace, Galerie Akademie výtvarného umění, Praha • symposium - Chebské dvorky, open airexhibition, Cheb
- 2006: studenti malířských ateliérů doc. M. Rittsteina a doc. S. Diviše, Vysoká školauměleckoprůmyslová v Praze • studenti malířských ateliérů doc. M. Rittsteina a doc. S. Diviše, Akademie výtvarných umění,Praha
- 2005: symposium Klenová, open air exhibition, Klatovy • studenti prof. M. Knížáka, galerie Art Factory,Praha
- 2004: studenti prof. M. Knížáka, Galerie XXL, Louny
- 2002: Rasizmus, Art galerie, Český Krumlov
- 2001: Umělci jižních Čech, dům kultury, Deštná

### Projekty
- 2016: Pecha Kucha, Šumperk
- 2013: výstava se studenty THE ART, Praha
- 2011: výstava se studenty malby, kavárna Jericho, Praha • výstava se studenty malby, Soukenická 23, Praha • ČNB, Jitka Nesnídalová, Praha • Frühlingsfest Tschechien-Deutschland
- 2010: Fürstenwalde/Spree, Německo • Projekt Šance, Gallery Vltavín, Prague • Art Fair, Meet factory
- 2008: Univerzita třetího věku, VŠE Jindřichův Hradec • Oživování zubní vrtačky, Nová Bystřice
- 2006: Výstava v tramvaji, Praha

### Kurátorské projekty
- 2016: Sochy Šmeralovy vily, Svatý Kopeček, Olomouc
- 2015: Obrazy a Litez nevšedních cest, Uherské Hradiště
- 2012: Fire walk with me, Galerie XXL, Louny
- 2011: Krasohled, Galerie Kotelna, Říčany u Prahy • Galerie Dolmen, Praha[8] • 2011: Maďarský institut, Přes most, Praha
- 2009: Nesnídalová a Oleríny, zámek v J. Hradci
- 2007: Maturace, galerie Akademie výt. umění, Praha

### Práce pro film
Zapůjčení obrazů pro filmy Martin a Venuše (2013) a Příliš osobní známost (2020).

## Ocenění a úspěchy
- Vítězka soutěže pro mladé umělce do 35 let v kategorii malba (2011)[10]
- Reprezentace ČR na výstavě Regénération uvedené pod patronátem Jacquese Delorse v Paříži; díla se stala součástí sbírky Espace Belleville (2010)[11]
- finalistka Essl Award (2009)[12]
- umístění na přehlídce Ars kontakt, Brno[kdy?]

## Zastoupení ve sbírkách
Sbírka CFDT (Francie) a Clarion (Brno), soukromé sbírky (Paříž, Washington, Austrálie, Itálie, Japonsko, Rakousko aj.).